# Dystrophie musculaire
 (décembre 2016).
 Mise en garde médicale
Les dystrophies musculaires sont un groupe de myopathies génétiques héréditaires qui ont en commun de provoquer une faiblesse des muscles de l'organisme,.  La faiblesse progressive des muscles squelettiques est consécutive à un défaut quantitatif ou qualitatif de certaines protéines qui conduit à la mort des cellules et du tissu musculaires.
Chez les humains, neuf maladies sont traditionnellement classées parmi les dystrophies musculaires :
- Dystrophie musculaire de Duchenne
- Dystrophie musculaire de Becker ou dystrophie musculaire bénigne pseudohypertrophique
- Dystrophie musculaire des ceintures
- Dystrophie musculaire congénitale
- Dystrophie facio-scapulo-humérale
- Dystrophie myotonique
- Dystrophie musculaire oculopharyngée
- Dystrophie musculaire distale
- Dystrophie musculaire d'Emery-Dreifuss[4]

Plus de 101 autres maladies ont des similitudes avec les dystrophies musculaires. La plupart des types de dystrophies musculaires sont des affections multi-systémiques qui touchent d'autres organes comme le cœur, le tube digestif, le système nerveux, les glandes endocrines, la peau et les yeux.

## Histoire
La première description historique d'une dystrophie musculaire est due à Sir Charles Bell qui en 1830 rédigea un mémoire sur une maladie responsable de faiblesse progressive chez des garçons. Six années plus tard un autre scientifique décrivit les cas de deux frères qui présentaient une faiblesse généralisée, une atrophie des muscles et leur remplacement par du tissu fibreux et adipeux. À cette époque ces signes étaient dus, pensait-on, à la tuberculose.
Dans les années 1860, on vit paraître dans la littérature médicale de plus en plus de descriptions de garçons qui devenaient progressivement faibles, perdaient la marche et mouraient jeunes. Peu après le neurologue français Guillaume Duchenne rapporta les observations complètes de 13 garçons atteints de la forme la plus fréquente et la plus sévère de la maladie qui porte actuellement son nom. Il fut ensuite démontré que la maladie comportait plusieurs formes et pouvait atteindre des sujets masculins à tous les âges.